# Vilar (Boticas)
Vilar is een plaats (freguesia) in de Portugese gemeente Boticas en telt 238 inwoners (2001).